# Palicourea rigida
Palicourea rigida, popularmente conhecida como bate-caixa, gritadeira ou chapéu-de-couro, é uma planta da família das Rubiáceas. Arbusto endêmico do cerrado brasileiro, seu chá é usado como tratamento para problemas renais,[carece de fontes?] do trato urinário e do sistema reprodutor feminino..